# Roaldite
La roaldite è un minerale scoperto nel 1980 nei meteoriti di Jerslev, nello Sjaelland in Danimarca e di Youndegin  nell'Avon, nell'Australia occidentale. Il minerale, il cui nome deriva da quello dell'esperto di microsonde elettroniche danese Roald Norbach Nielsen, è composto all'89,18% di ferro, al 4,93% di nickel e al 5,89% di azoto.

## Morfologia
La roaldite è stata trovata sotto forma di scaglie spesse 1-2μm e lunghe qualche millimetro.

## Origine e giacitura
La roaldite è stata scoperta in due meteoriti ferrosi nella kamacite. Si è originata tardivamente come precipitato allo stato solido nella fase della kamacite. È associata con carlsbergite, cohenite, daubréelite e schreibersite.